# Numerazione delle locomotive a vapore italiane
Con numerazione delle locomotive a vapore italiane si intendono i criteri utilizzati, in Italia, per l'attribuzione dei numeri di identificazione dei tipi e di ciascuna unità di trazione.
Agli albori dello sviluppo delle linee ferrate in Italia si adottò il metodo di battezzare ciascuna locomotiva con un nome proprio; le prime locomotive che circolarono nel 1839 in Italia, sulla ferrovia Napoli-Portici si chiamavano infatti Longridge, Vesuvio e Bayard. Anche sulla Milano-Monza le locomotive a vapore che circolarono ebbero un proprio nome: le prime due furono la Milano e la Lombardia. Uguale consuetudine rimase in opera nei primi tempi in molte delle società ferroviarie e nelle stesse ferrovie statali. Tuttavia il vertiginoso aumento del numero di rotabili rese presto insufficiente e di difficile gestione il sistema e in tante occasioni si cominciò ad usare il nome della prima locomotiva prodotta di un certo modello per indicare tutta la serie successiva di macchine uguali differenziandole con un numero progressivo.
Fin quando le macchine furono di tipo pressoché uguale, con uguale rodiggio e prestazioni simili, ciò fu sufficiente ma l'evoluzione tecnica che da un solo asse motore presto evolvette verso i due assi accoppiati con configurazioni sempre più dissimili di assi portanti portò alla necessità di raggrupparle in gruppi omogenei almeno per caratteristiche di massima.

## Classificazione tra 1839 e 1885
Il sistema ferroviario in Italia fu caratterizzato all'inizio da una grande difformità gestionale che vedeva la diffusione di società ferroviarie private e ferrovie esercite direttamente dallo Stato, ferrovie di proprietà statale ma a gestione privata assieme a ferrovie in mano a consorzi di enti locali. Ciascuna specie nei primi tempi ebbe una propria numerazione. Alcune assegnarono un nome alle locomotive, altre le numerarono soltanto progressivamente (anche in ragione del piccolo numero di unità); il gruppo spesso era definito semplicemente dai numeri delle locomotive analoghe (es. Locomotiva SV 1-4 della Società Veneta). Tale consuetudine in certi casi è stata mantenuta fino ai nostri giorni (2011) in alcune società ferroviarie private o ex-concesse.
La prima strada ferrata italiana, la Strada di Ferro da Napoli a Nocera e Castellammare non assegnò numeri alle proprie locomotive entrate in servizio tra 1839 e 1844 ma le battezzò con un nome proprio, alcune con scopo onorifico come Bayard e Papin, altre con nomi geografici attinenti come Vesuvio, Sorrento, Pompei e Parigi, mitologici come Ercole, Achille o evocanti la velocità come Aquila, Freccia, Veloce e Lampo, infine Longridge dal nome della fabbrica delle prime unità. 		
Le Strade Ferrate Romane invece non diedero nomi alle proprie macchine ma assegnarono loro un numero in qualche modo progressivo crescente man mano che i gruppi di locomotive dello stesso tipo entravano in servizio.

### Classificazione delle locomotive della SFAI tra 1865 e 1885
All'inizio la SFAI usò la classificazione numerica delle locomotive marcando le proprie macchine mediante una targa ottagonale in bronzo posta lateralmente alle cabine e ai tender con le iniziali SFAI seguite dal numero assegnato e con numeri verniciati sulla traversa di testa. Successivamente invalse l'uso di applicare grossi numeri in bronzo al posto delle targhe. Veniva inoltre assegnato un nome proprio ad ogni macchina che normalmente era riportato su una targa in bronzo posta su ambedue i lati corpo cilindrico delle locomotive approssimativamente a metà lunghezza. La numerazione venne raggruppata tenendo conto delle caratteristiche di rodiggio, del motore e della tipologia di macchina secondo lo schema in tabella.
| Numeri di gruppo | Caratter.motore o tipologia     | Rodiggio          |
| ---------------- | ------------------------------- | ----------------- |
| 1-in poi         | cilindri interni                | 1-1-1             |
| 101-in poi       | cilindri esterni                | 1-1-1             |
| 201-in poi       | cilindri interni                | 2 assi accoppiati |
| 351-in poi       | cilindri esterni                | 2 assi accoppiati |
| 701-in poi       | cilindri interni                | 0-3-0             |
| 767-in poi       | cilindri esterni                | 0-3-0             |
| 1001-in poi      | articolate                      | 4 assi accoppiati |
| 1050-in poi      | locotender cabina contro cabina | 2 assi accoppiati |
| 1101-in poi      | locotender cabina contro cabina | 3 assi accoppiati |
| 1201-in poi      | locomotive da montagna          | 4 assi accoppiati |

Tale metodo di numerazione dovette essere ritoccato più volte in seguito all'acquisizione di nuove macchine: la articolate vennero spostate al gruppo 1201-in poi; successivamente il gruppo 767 fu rinumerato da 801-in poi, venne creato il nuovo gruppo 601-in poi e, nel 1882, tutte le locotender cabina contro cabina e le locotender classiche costituirono il nuovo gruppo 1401-in poi.

## Classificazione delle grandi reti da 1885 a 1905

### Rete Mediterranea
La Mediterranea che ereditò un buon numero di macchine della disciolta SFAI ne mantenne la consuetudine del nome proprio e della marcatura a gruppi di cifre. Le ex SFAI 81–90 (già VEN 16–25, provenienti dalla rete veneta) divennero ad esempio RM 501–510 ma in seguito all'incremento del parco rotabili poco tempo dopo dovette passare al sistema di marcatura numerica a quattro cifre di cui le prime tre definivano il gruppo e la successiva il numero progressivo; è ovvio che tale sistema nel caso di gruppi di locomotive numerosi produceva la sovrapposizione della numerazione progressiva a quella di gruppo iniziale.

## Classificazione delle Ferrovie dello Stato
In seguito alla loro costituzione e al conseguente riscatto delle tre grandi reti Adriatica, Mediterranea e Sicula (ma anche di altre ferrovie o piccole reti, come la Sicula Occidentale, parte della Societa Veneta ed altre), a partire dal 1905 le Ferrovie dello Stato procedettero alla rinumerazione delle locomotive man mano consegnate istituendo altri nuovi gruppi in cui dividere le macchine, a volte anche differenti, raggruppando insieme quelle con caratteristiche similari o equivalenti.

### Numerazione a 4 cifre
La prima numerazione FS venne mutuata da quella della precedente Rete Adriatica, cioè a quattro cifre di cui le prime tre indicavano il gruppo (es.gruppo 100) e la quarta indicava il numero della macchina. Un constatazione ovvia è che dopo la cifra "9" dalla decima le cifre si sommavano a quelle del gruppo; così il gruppo FS 420, che comprendeva macchine ex RA 480 ed RM 4201-4500, ebbe la prima macchina (ex RA 4801 di costruzione Sigl) immatricolata come FS 4201 ma l'ultima era divenuta FS 4493.

### Numerazione a 5 cifre
Dal 1907 in poi le nuove macchine immatricolate utilizzarono la marcatura a 5 cifre che permetteva una migliore evidenziazione del numero di gruppo e di quello progressivo. Le prime macchine ad adottare tale marcatura, con cifre in bronzo sulle fiancate della cabina e dipinte sulla traversa di testa, furono le locomotive del gruppo FS 640; pertanto la prima unità consegnata dalla Schwarzkoppf ebbe la marcatura 64001 e l'ultima, nel 1911 fu marcata 64169. Ancora non era in uso distinguere con il punto il gruppo dal numero progressivo. Le FS con la Circolare nº 40.T del 28 giugno 1914 prescrissero di rinumerare le locomotive del gruppo 290, che avevano già ricevuta la marcatura a quattro cifre da 2901 a 3099, con cinque cifre a partire dalla 3000 che diveniva 29100 giungendo infine alla 29338. Ciò provocò la stranezza per cui macchine dello stesso gruppo circolarono con marcature differenti, a quattro e a cinque cifre.

### Numerazione a 6 cifre
La numerazione a 6 cifre con punto di separazione tra cifre di gruppo e numerazione progressiva venne introdotta dalla FS con la Circolare nº 64.T del 6 giugno 1917 e applicata inizialmente alle locomotive gruppo 470 e gruppo 680 che effettuavano la trasformazione a vapore surriscaldato; nell'occasione venivano tolte anche le vecchie cifre in bronzo ai lati delle cabine di guida. Man mano che venivano trasformate anche le locomotive dei gruppi 600, 630, 730 e 750 ricevevano la nuova marcatura a sei cifre definitiva.
Fu infine la Circolare nº 89.T del 16 giugno 1919 ad estendere a tutte le macchine in via definitura la regola di marcatura a sei cifre con targa in bronzo posta ai lati delle cabine e con marcatura a pittura (bianco) sulla testata anteriore e sulla parete posteriore del tender.
Successive circolari delle FS definirono altri ritocchi della norma: 

Venne stabilito che le locomotive trasformate a vapore surriscaldato senza alcuna modifica delle dimensioni dei cilindri motori avessero cambiata in "1" l'ultima delle tre cifre costituenti il numero di gruppo precedente (es. da 670 a 671) e in "2" nel caso di locomotive con modifica dei cilindri cambiando la propria numerazione progressiva precedente in una nuova partendo da. 001 (Circolare nº 95.T del 16 aprile 1920).

Pochi mesi dopo tuttavia, il 2 ottobre dello stesso anno, venne modificata l'ultima parte, quella che stabiliva la nuova numerazione progressiva lasciando invece inalterato il numero progressivo proprio della macchina (Circolare nº96.T).

## Classificazione delle società private o pubbliche in concessione dopo il 1885

### Classificazione della Ferrovia Circumetnea
La ferrovia Circumetnea si dotò di 2 locomotive a vapore di costruzione Hawtorne nel 1890, di ulteriori 10 di costruzione Breda nel 1894 e di una costruita dalle officine FCE di Catania Borgo: tutte e 13 unita vennero contrassegnate da un numero progressivo e da un nome. La 14ª locomotiva, di costruzione belga acquistata usata, ricevette solo il numero "14".
Stesso tipo di classificazione adottò la Società anonima per le Ferrovie Secondarie della Sicilia per le proprie locomotive che vennero numerate progressivamente e battezzate con i nomi delle località attraversate.

### Classificazione delle Ferrovie Calabro Lucane
La Mediterranea Calabro Lucane non assegnò mai nomi alle proprie locomotive a scartamento ridotto ma le inquadrò in gruppi numerici (es. gruppo 1-14, gruppo 201-203) secondo caratteristiche omogenee